# Susanne Brandstätter
Susanne Brandstätter (geb. in Los Angeles) ist eine US-amerikanische Filmregisseurin, Drehbuchautorin und Dokumentarfilmerin, die als freie Filmemacherin in Österreich arbeitet.

## Leben
Susanne Brandstätter wuchs in Los Angeles auf und studierte dort Kunst und französische Literatur. Sie setzte ihr Studium in Paris fort und arbeitete auch als Kunstagentin und Englischlehrerin. Im Jahr 1975 zog sie nach sechs Jahren Aufenthalt in Frankreich nach Österreich. In Kärnten unterrichtete sie zunächst Englisch und Französisch. Sie begann 1983 für den ORF zu arbeiten. Brandstätter moderierte über einen Zeitraum von sieben Jahren die wöchentliche Livesendung Krims Krams des ORF Studios Kärnten in Klagenfurt, sie entwickelte das Konzept der Kindersendung und übernahm auch deren Produktion.
Für die ORF-Zentrale in Wien drehte sie zudem ab 1987 zahlreiche Dokumentationen, oft für die Religionsabteilung des ORF, darunter waren auch Koproduktionen mit 3sat, BR und ZDF. Aus dieser Arbeit entstand unter anderem im Jahr 2000 die Produktion Stille Rebellen – Muslime in China aus der ORF-Reihe kreuz und quer. Es folgte im Jahr darauf die 70-minütige 3sat-Produktion Die Schnelligkeit des Seins über Zugreisende in Indien. Dazu bemerkte der Film-Dienst: „Eine Zugreise durch Indien (…), wobei die Fahrt als roter Faden dient, an dem sich Begegnungen mit Mitreisenden aufreihen, deren Wünsche, Sehnsüchte, Einsichten und Weltanschauungen transparent werden.“
Seit 2002 ist Susanne Brandstätter als freischaffende Filmemacherin und Produzentin tätig. Zur Fortbildung besuchte sie 2004 die University of Southern California, School of Film and Televison sowie Drehbuchseminare mit Syd Field, Robert McKee und Thomas Pluch.
Ihre erste eigene Produktion aus dem Jahr 2003, eine Koproduktion für ORF/3sat und ZDF/Arte, Schachmatt – Strategie einer Revolution ist eine Fallstudie zur amerikanischen und sowjetischen Außenpolitik, geschildert anhand der revolutionären Vorgänge in Rumänien 1989/90. Für diesen Dokumentarfilm, dessen Uraufführung auf dem International Documentary Film Festival Amsterdam 2003 stattfand, wurde Susanne Brandstätter mit dem Spezialpreis der Jury bei der Romy-Verleihung 2005 ausgezeichnet.
Es folgte 2006 der Dokumentarfilm Rule of Law – Justiz im Kosovo über die Tätigkeit einer österreichischen Richterin im Auftrag der UN-Mission im Kosovo. Die Weltpremiere des Films fand auf dem International Film Festival Locarno 2006 statt. Dieser Film erhielt verschiedene Auszeichnungen, so den Wiener Filmpreis der Viennale 2007.
2012 schloss Brandstätter die Arbeiten an The Future’s Past, einem Dokumentarfilm über das Leben junger Kambodschanerinnen und Kambodschaner im Gefolge des Khmer Rouge Tribunals, ab. Der Film wurde erstmals im März 2012 auf dem Diagonale Festival des österreichischen Films in Graz der Öffentlichkeit vorgestellt und dort für die „Beste Bildgestaltung Dokumentarfilm 2012“ (Kameraführung Jörg Burger) ausgezeichnet.
Seit 2012 porträtiert Brandstätter in dem Projekt Anna durch den Spiegel die hochbegabte Anna, zu Beginn 12 Jahre alt, und ihre Familie. Als Langzeitbeobachtung angelegt, ist das Projekt laufend in Arbeit und nicht abgeschlossen. 2014 lag eine 85 Minuten lange Dokumentation vor.
Im Jahr 2017 begann Brandstätter mit der Arbeit an einem Film über Donald-Trump-Wähler in Ohio mit dem Titel This Land Is My Land, eine Anspielung auf das Lied This Land Is Your Land von Woody Guthrie. Der Film sollte im März 2020 seine Premiere auf dem Diagonale Film Festival in Graz haben. Das Festival wurde jedoch infolge der staatlichen Maßnahmen zur Bekämpfung der COVID-19-Pandemie abgesagt. Die Weltpremiere fand im Rahmen des „Rincón International Film Festival“, Puerto Rico vom 7. August bis 14. August 2020 als „virtuelle Vorführung“ per Streaming statt. Der Start des Films in den Kinos fand am 4. September 2020 statt.
Seit 2014 lehrt Brandstätter an der Universität für Musik und darstellende Kunst in Wien, Filmakademie Wien das Fach Regie des Dokumentarfilms.
Susanne Brandstätter lebt und arbeitet seit 2006 in Wien.

## Auszeichnungen (Auswahl)
- 2005: Spezialpreis der Jury, Romy-Verleihung 2005 für Schachmatt[4]
- 2007: Wiener Filmpreis, Viennale 2007 für Rule of Law – Justiz im Kosovo[7]

## Filmografie (Auswahl)
- 2000: Stille Rebellen – Muslime in China
- 2001: Die Schnelligkeit des Seins
- 2003: Schachmatt – Strategie einer Revolution
- 2006: Rule of Law – Justiz im Kosovo
- seit 2012:  Anna durch den Spiegel (Langzeitbeobachtung) „Work in Progress“[10]
- 2012: The Future’s Past
- 2020: This Land Is My Land